# Łukasz Kabaciński
Łukasz Kabaciński (ur. 17 lutego 1983 w Poddębicach) – polski kierowca rajdowy i wyścigowy, z motosportem związany od 2000 roku. W 2012 zdobył tytuł Mistrza Polski w Rallycrossie i Wicemistrza w FIA CEZ Rallycross Trophy. W 2019, razem z pilotem Michałem Kuśnierzem, zdobył tytuł wicemistrza w Rajdowych Samochodowych Mistrzostwach Polski w klasie Open 4WD.

## Kariera sportowa

### Rallycross
Zadebiutował w rallycrossie w 2008 roku. W 2011 zdobył tytuł II wicemistrza Polski w klasie SuperNational. W sezonie 2012 roku zdobył dwa tytuły w tej samej dyscyplinie: wicemistrzostwo FIA CEZ Rallycross Trophy oraz Mistrzostwo Polski Rallycross w Supercars w klasie 4 WD. Oba tytuły zdobył zasiadając za sterami Mitsubishi Lancera Evo VIII oraz Subaru Impreza N14. 

### Start w FIA WRC
Debiut w Rajdowych Mistrzostwach Świata miał miejsce 7 lutego 2013 roku, na jednym z najtrudniejszych i najsłynniejszych rajdów świata - Rajdzie Szwecji. Razem z pilotem Szymonem Gospodarczykiem zajął 2. miejsce w klasie RC3 i 29 w klasyfikacji generalnej, startując Renault Clio R3. 

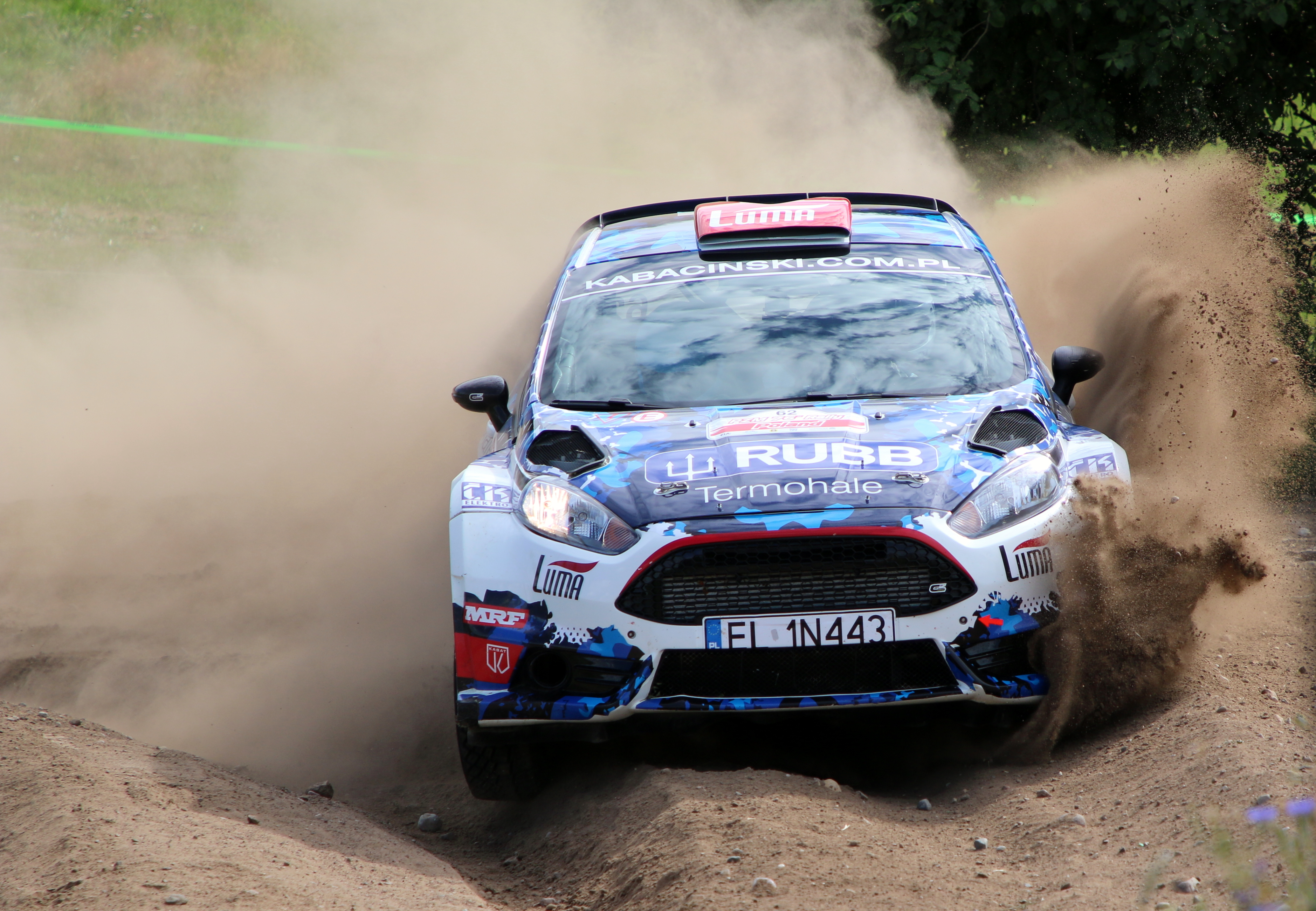
Łukasz Kabaciński za sterami Forda Fiesty Proto, pilot: Michał Kuśnierz, Rajd Polski, RSMP 2019.

### Starty w FIA ERC
W 2013 rozpoczął starty w Rajdowych Mistrzostwach Europy od Rajdu Korsyki. Sezon udało mu się ukończyć na 68 miejscu w klasyfikacji generalnej. W kolejnym roku wziął udział w Production Cup (Barum Czech Rally Zlín oraz Rally Liepāja), w którym zajął 59. miejsce w klasyfikacji generalnej. Ostatni sezon w Łukasza w ERC to 2015 rok i dwa starty, ponownie w Rajdzie Liepaja oraz debiut w Rajdzie Jänner.

### Start w GSMP
2018 to dla Łukasza start w Górskich Samochodowych Mistrzostwach Polski. Za kółkiem Lancer Evo X wywalczył wicemistrzostwo w grupie N samochodów turystycznych.

### Starty w RSMP
W Rajdowych Samochodowych Mistrzostwach Polski Łukasz startuje od 2013 roku. W 2019, po przejechaniu pełnej rundy mistrzostw z pilotem Michałem Kuśnierzem, za sterami Ford Fiesta proto, zajął II miejsce w klasie Open 4WD oraz 15 lokatę w klasyfikacji generalnej.
W 2020 roku, razem z Michałem Kuśnierzem wystartował za sterami Skody R5

## Osiągnięcia
- 2011: II wicemistrz Polski Rallycross w klasie SuperNational[1].
- 2012: Wicemistrz FIA CEZ Rallycross Trophy[2].
- 2012: Mistrz Polski Rallycross w Supercars w klasie 4 WD[2].
- 2013: wicemistrzostwo w klasie RC3 w Rajdzie Szwecji, pilot Szymon Gospodarczyk[4].
- 2018: wicemistrzostwo w Górskich Samochodowych Mistrzostwach Polski w grupie N samochodów turystycznych[6].
- 2019: Wicemistrz w Rajdowych Samochodowych Mistrzostwach Polski w klasie Open 4WD, pilot Michał Kuśnierz[7].

## Akcje charytatywne
- 2013: udział w toruńskiej motoorkiestrze organizowanej na rzecz WOŚP[11].
- 2020: udział w łódzkiej WOŚP organizowanej na Torze Łódź[12].